# Furanocumarina
Les furanocumarines o furocumarines són metabolits fenòlics secundaris d'un compost de plantes. La seva estructura química és la d'una cumarina amb l'afegit d'un anell de furà. Les furanocumarines són fototòxiques: són compostos tòxics només en presència de la llum. Defensen les plantes davant els herbívors i els fongs patògens. Tot i tenir aplicacions medicinals són molt tòxics per a l'home i altres animals.
Certes furanocumarines s'han fet servir, junt amb la radiació ultraviolat per al tractament de malalties de la pell com la psoriasi, el vitiligen i les micosis fúngiques.

Psoralè

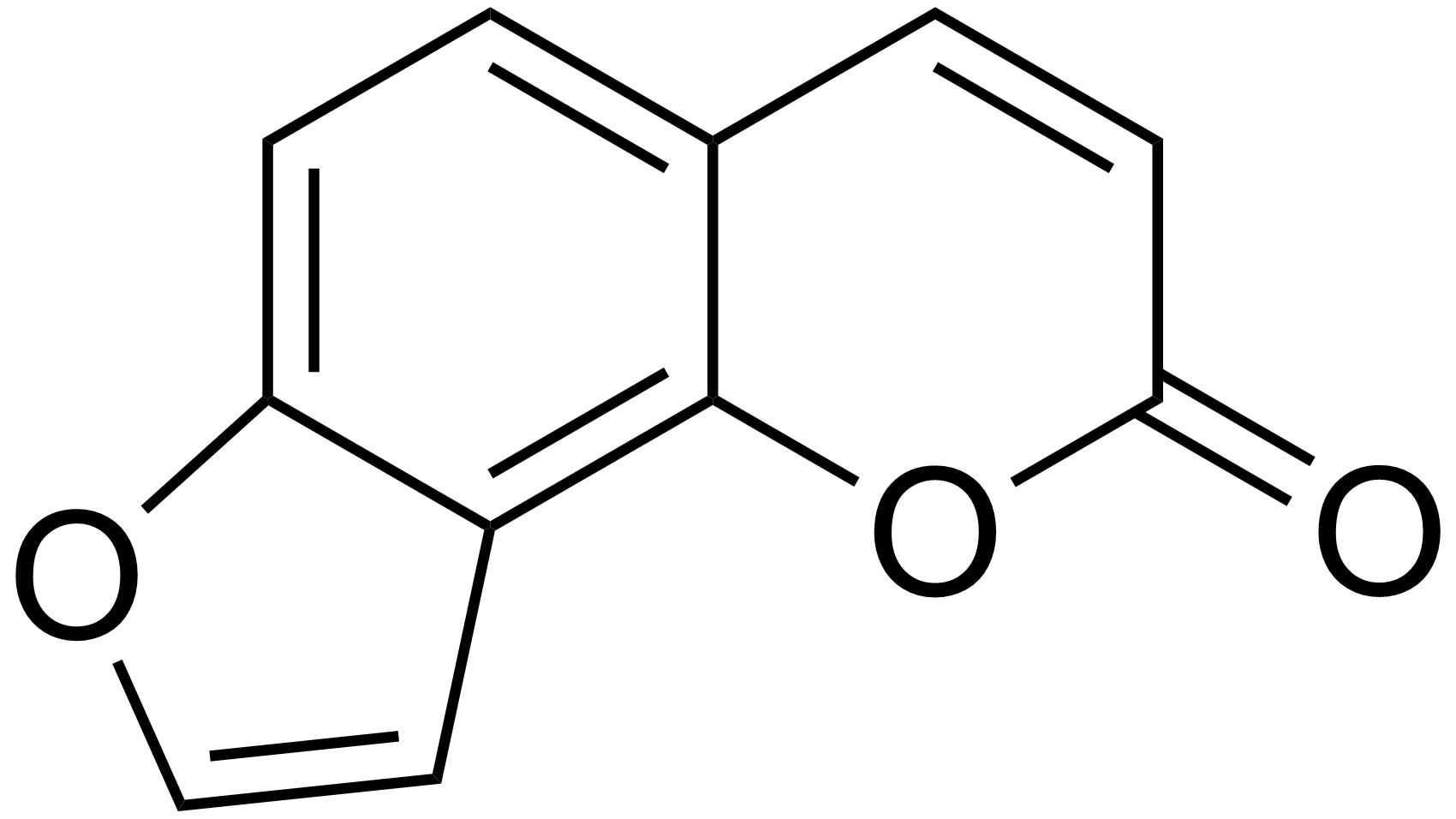
Angelicina

Les més importants accions de les furanocumaines als camps biològics, toxicològics i terapèutics deriven de la seva activitat fotosensibilitzant davant les cèl·lules. Una fototoxicitat que altera i desorganitza nombrosos processos bològics en diferents tipus de cèl·lules.
Les furanocumarunes són especialment abundants en la família de les apiàcies, (api, xirivia julivert, julivert gegant), rutàcies, trèvol pudent entre moltes altres.

## Precaució

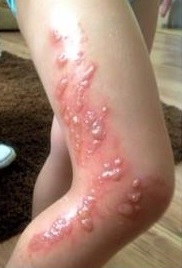
Exantema després de contacte amb julivert gegant i llum

Algunes varietats de julivert contenen concentracions elevades de psoralè que pot provocar greus inflamacions (fotodermatitis) als treballadors durant la collita. Tot i que en l'ús domèstic normal, la concentració és prou baixa per quedar inofensiu.
Per la alta concentració de furanocumarines, la planta invasora julivert gegant és particularment perillosa. La reacció cutànea pot trigar uns dies, per això no es fa la relació entre el contacte amb la planta i els símptomes. Per dies calents, dispersa concentracions de furanocumarines tan elevats que sense tocar-lo pot provocar asma i bronquitis.

## Tipus
- psoralé
- bergaptè
- xantotoxina
- angelicina